# 子宮内膜炎
子宮内膜炎(英: endometritis)とは子宮内膜の炎症。病理学者は伝統的に子宮内膜炎を急性と慢性に分類している。急性子宮内膜炎は微小膿瘍あるいは子宮内膜腺における好中球の出現を特徴とするのに対して、慢性子宮内膜炎は子宮内膜基質における多量の形質細胞の出現を特徴とする。子宮内膜炎の主な原因は感染である。症状は下腹部痛、発熱、異常な膣からの出血や分泌。帝王切開、長期の破水、長時間の膣内診は重症な危険因子である。治療は一般に広域スペクトルの抗生物質が使用される。